# 胞巣状軟部肉腫

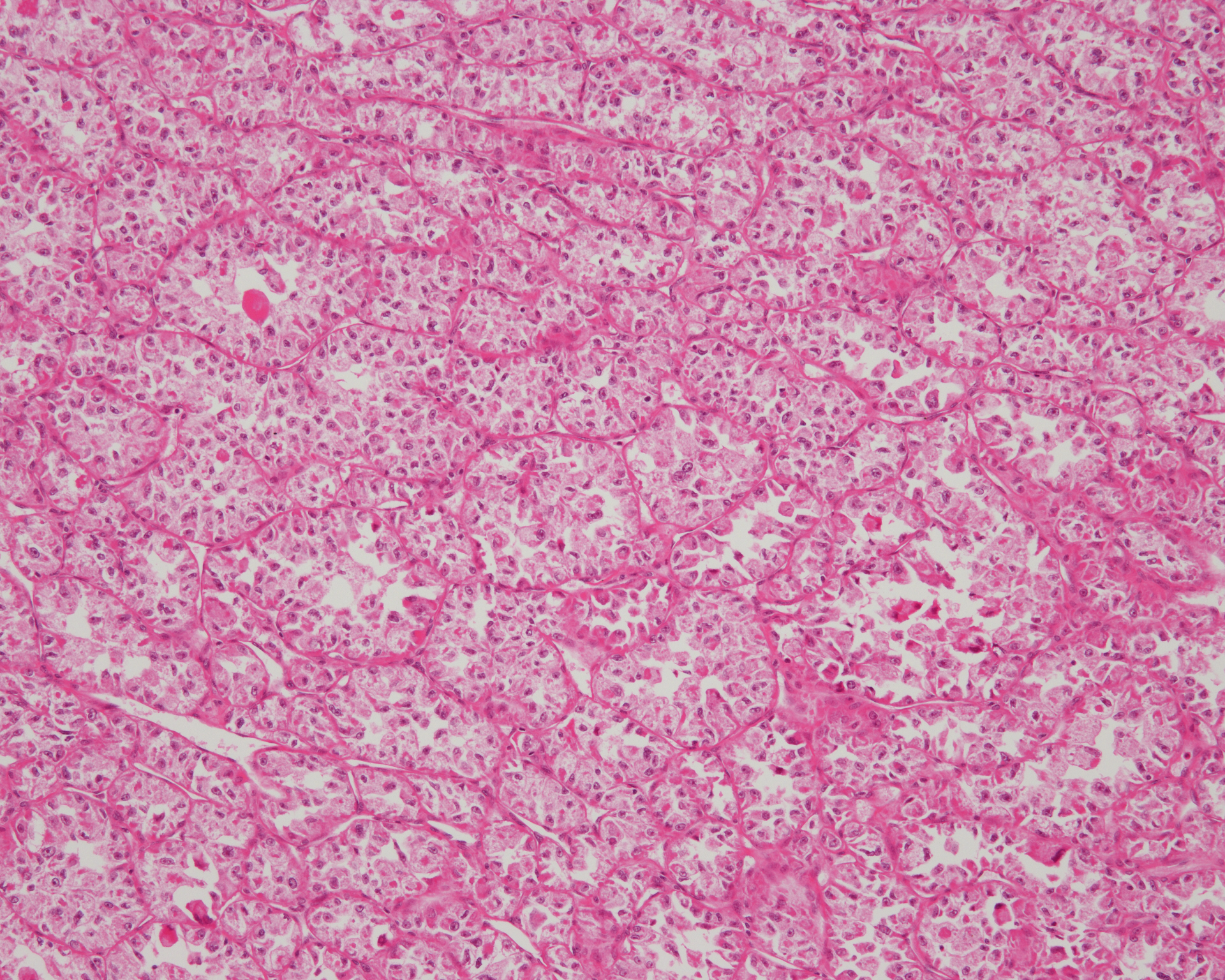
胞巣状軟部肉腫 alveolar soft part sarcoma HE染色。

胞巣状軟部肉腫（ほうそうじょうなんぶにくしゅ、Alveolar soft part sarcoma; ASPS）とは、軟部組織に発生する悪性非上皮性腫瘍（肉腫）である。日本語訳としては「胞巣性」というより「胞巣状」という訳が多く用いられている。発生頻度のきわめて稀な腫瘍であり、諸家の報告を総合すると悪性軟部腫瘍の0.5-0.9%を占めるに過ぎない。悪性骨・軟部腫瘍の発生頻度は人口100万人対30例とWHO分類に記載されているので、胞巣状軟部肉腫に罹患する確率は人口1000万人に対して1.5-3.0人である。

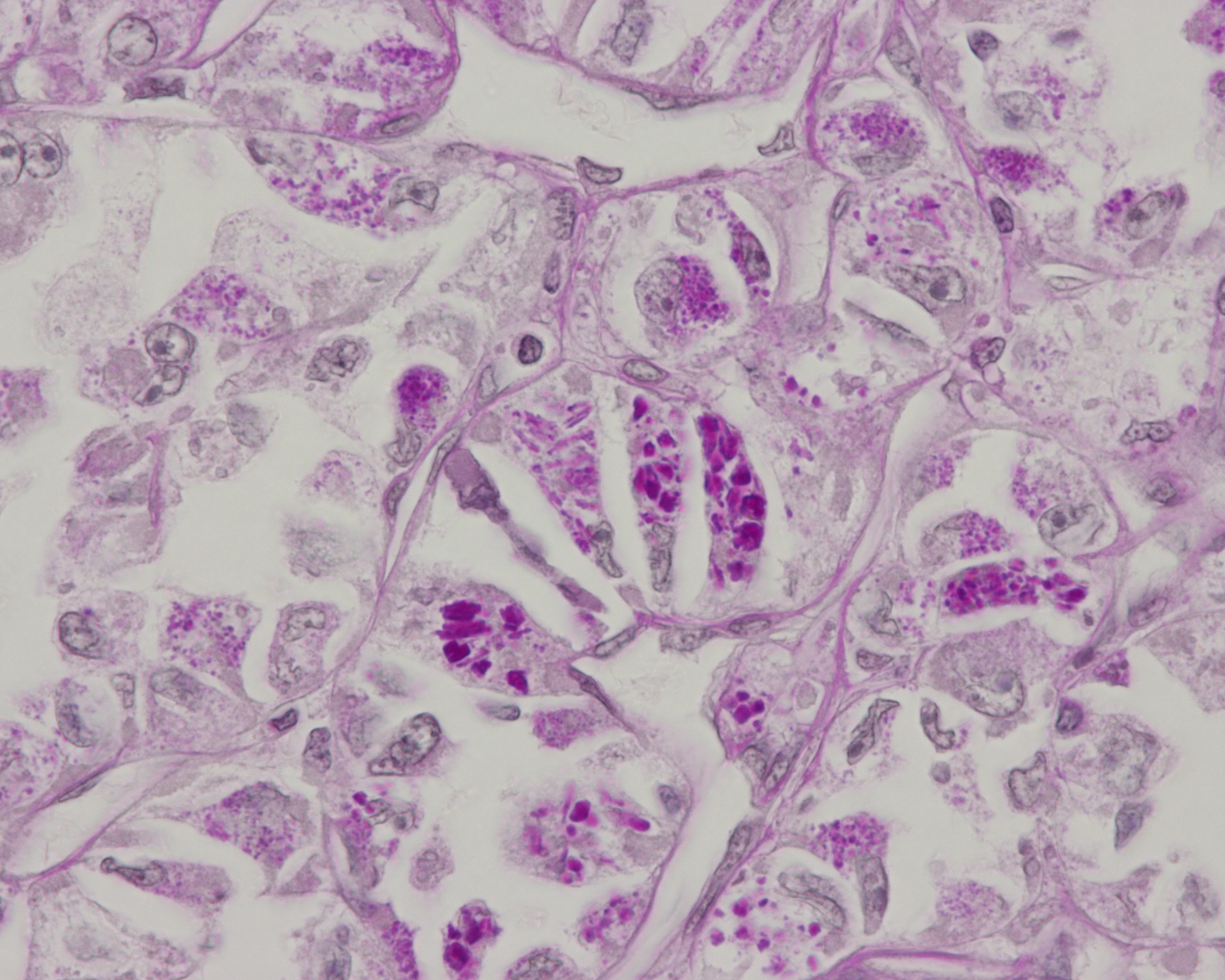
胞巣状軟部肉腫 alveolar soft part sarcoma ジアスターゼ消化PAS染色。細胞質内にジアスターゼ抵抗性針状結晶が認められる。

骨・軟部腫瘍についてのWHO分類（2002）では分化不明の軟部腫瘍の章に含められている。
本腫瘍を最初に提唱したのはニューヨークのスローン・ケタリング癌センター（Memorial Sloan-Kettering Cancer Center）の病理医であったW.M.Christophersonである（1952年）。発表当時から極めて特徴的な病理形態学的でありながら発生起源不明の腫瘍と報告されていた。半世紀を経た今日でも発生起源や分化を巡る議論には結論がでていない。特に横紋筋原性または横紋筋細胞への分化を主張する研究者と、それを否定する研究者が拮抗している。免疫組織化学染色による研究では、筋細胞に特有の中間径フィラメントのデスミンが陽性との報告があるが、MyoD, myogeninが陰性と報告されており横紋筋細胞への分化は否定的である（Weiss SW, 2002）。